# Dejan Janjić
Dejan Janjić (in serbo Дејан Јањић?; Novi Sad, 14 novembre 1995) è un cestista serbo.